# 直布罗陀屈曲花
直布罗陀屈曲花（学名：Iberis gibraltarica），为十字花科屈曲花属的一个种。它是直布罗陀上巨岩自然保护区的标志植物，但实际上该植物原产北非。直布罗陀是欧洲地区唯一的自然生长地。花色范围为浅紫色至近全白色。
直布罗陀屈曲花为直布罗陀的代表花，该地货币直布羅陀鎊的5便士硬幣上有這種花的圖案。